# Shroud
Michael Grzesiek (* 2. června 1994 Mississauga), známý jako shroud (v minulosti mEclipse), je kanadský Twitch streamer, youtuber a bývalý profesionální hráč počítačové hry Counter-Strike: Global Offensive. Kromě toho hrál a doposud hraje i další hry, např. PlayerUnknown's Battlegrounds, Call of Duty: Black Ops 4, Blackout, Rainbow Six Siege, Apex Legends, Valorant nebo Escape from Tarkov. Bývá označován jako jeden z nejlepších „aimerů“. K prosinci 2020 se jeho Twitch kanál stal pátým nejsledovanější kanálem na této platformě s 9,8 miliony odběratelů a jeho YouTube kanál má přes 6,81 milionů odběratelů (ke dni 27.11.2021).

## Kariéra
Shroud začal svou kariéru hraním CS:GO v několika týmech, které hrály ESEA ligu. Nejdéle hrál v týmech Exertus eSports a Manajuma. Brzy s ním podepsal smlouvu tým compLexity Gaming na pozici náhradníka, později v srpnu 2014, kdy byl compLexity Gaming odkoupen týmem Cloud9, s ním podepsal taktéž smlouvu. Shroud pomohl svému týmu se vybojovat na 2. místo soutěže ESL One Cologne 2017 a první místo ve 4. sezóně ESL Pro turnaje. Shroud 16. srpna 2017 oznámil, že Cloud9 postupně opustí, ale že on i jeho spoluhráč n0thing v týmu nadále zůstanou jako náhradníci. Cloud9 nakonec opustil 18. dubna 2018 a s tím i profesionální CS:GO kariéru. Nicméně amatérsky se Shroud nadále hře věnuje s jiným týmem pod názvem Old Guys Club. Taktéž se účastní různých herních soutěží — např. ve hře PlayerUnknown's Battlegrounds v turnaji nazvaném „Twitch Rivals“ se jeho duo tým umístil druhý a vyhrál cenu 5450 $. Dne 24. října 2019 přešel z platformy Twitch na Mixer a to přibližně za 20 000 000 $, avšak ani ne za celý rok se Shroud vrátil zpátky na Twitch, kde nyní (k 12. srpnu 2020) má přes 500 000 živých diváků.

## Výsledky turnajů
| Datum        | Turnaj                                        | Výsledek | Cena        |
| ------------ | --------------------------------------------- | -------- | ----------- |
| 22. 6. 2015  | ESL ESEA Pro League Season 1 - North America  | 1.       | 18 000 USD  |
| 5. 7. 2015   | ESL ESEA Pro League Season 1 - Finals         | 2.       | 60 000 USD  |
| 15. 11. 2015 | iBUYPOWER Cup                                 | 1.       | 50 000 USD  |
| 25. 6. 2016  | Esports Championship Series Season 1 - Finals | 5.–6.    | 65 000 USD  |
| 21. 7. 2016  | ELEAGUE Season 1                              | 5.–8.    | 50 000 USD  |
| 18. 9. 2016  | DreamHack Open Bucharest 2016                 | 2.       | 90 000 USD  |
| 30. 10. 2016 | ESL Pro League Season 4 - Finals              | 1.       | 200 000 USD |
| 11. 6. 2017  | Americas Minor Championship - Kraków 2017     | 1.       | 30 000 USD  |
| 25. 6. 2017  | Esports Championship Series Season 3 - Finals | 3.–4.    | 65 000 USD  |
| 9. 7. 2017   | ESL One: Cologne 2017                         | 2.       | 40 000 USD  |

## Ocenění a nominace
| Rok  | Ocenění            | Kategorie                   | Výsledek  | Ref.   |
| ---- | ------------------ | --------------------------- | --------- | ------ |
| 2017 | The Game Awards    | Trending Gamer              | nominace  | [ 9 ]  |
| 2019 | Esports Awards     | Streamer of the Year        | nominace  | [ 10 ] |
| 2019 | The Game Awards    | Content Creator of the Year | vítězství | [ 11 ] |
| 2020 | 10. Streamy Awards | Live Streamer               | nominace  | [ 12 ] |